# 8387 Fujimori
8387 Fujimori eller 1993 DO är en asteroid i huvudbältet som upptäcktes den 19 februari 1993 av den japanska astronomen Tsutomu Seki vid Geisei-observatoriet. Den är uppkallad efter amatörastronomen Kenichi Fujimori.
Den tillhör asteroidgruppen Eos.